# Шагурина, Любовь Александровна
Любо́вь Алекса́ндровна Шагу́рина (20 сентября 1910—2003) — советский архитектор, проектировщик наземных и подземных объектов Московского метрополитена.

## Биография
Родилась в 20 сентября 1910 года в селе Спас-Заулок (ныне Клинский район Московской области). Окончила Архитектурно-строительный институт (сейчас — МАрхИ) в 1931 году со званием инженера-архитектора.
В 1931 году поступила на работу в Горстройтрест. Вместе с Н. Н. Андриканисом, И. Г. Тарановым, Л. П. Шухаревой, С. С. Сенкевичем в 1933-м вошла в состав Архитектурного бюро при Управлении Метростроя, затем преобразованного в архитектурный отдел Метропроекта (впоследствии — Метрогипротранс). В качестве соавтора Б. С. Виленского, В. А. Ершова и Ю. А. Столярова разработала объёмно-пространственное решение «Красносельской» — одной из 13 станций первой очереди Московского метрополитена (1935). В 1937 — соавтор неосуществлённого из-за Великой Отечественной войны проекта первой наземной станции метро — «Первомайской» на Покровском радиусе. Принимала участие в проектировании станций «Электрозаводская», «Партизанская», «Кузьминки», «Коломенская». Выполнила проекты жилых домов и Дома пионеров на станции Лось Ярославской железной дороги.
С 1951 года — заместитель начальника отдела института «Метрогипротранс». Являлась экспертом проектов Кольцевой линии Московского метрополитена. В 1960-е годы — заместитель главного архитектора Метрогипротранса. Написала свыше 40 научных статей по архитектуре. В 1970 году вышла на пенсию.
Член Союза архитекторов СССР с 1939 года. Член КПСС с 1939 года. Делегат 2-го съезда Союза архитекторов СССР. Депутат Советского райисполкома города Москвы.

## Проекты

### Станции Московского метрополитена
| Название станции                         | Линия | Год запуска | Соавторы                                                            |
| ---------------------------------------- | ----- | ----------- | ------------------------------------------------------------------- |
| Красносельская                           | @1    | 1935        | Б. С. Виленский, В. А. Ершов, Ю. А. Столяров                        |
| Электрозаводская                         | @3    | 1944        | В. А. Щуко, В. Г. Гельфрейх, И. Е. Рожин при участии П. Капланского |
| Партизанская                             | @3    | 1944        | Б. С. Виленский при участии Г. Григорьева                           |
| Кузьминки (главный архитектор проекта)   | @7    | 1966        | М. Н. Карнеева                                                      |
| Коломенская (главный архитектор проекта) | @2    | 1969        | В. А. Черёмин                                                       |

## Награды
- Орден и медали[1]
- Благодарность ЦИКа и Совета Министров СССР (1935)[1]
- Благодарность Комитета Обороны (1944)[1]

## Цитаты
Архитектура — это искусство, которое создаётся многими людьми и во многом зависит от рук строителей и отделочников.